# 圣莱昂纳多-因帕西里亚
圣莱昂纳多-因帕西里亚（義大利語：San Leonardo in Passiria），是意大利博尔扎诺-上阿迪杰自治省的一个市镇。总面积88平方公里，人口3509人，人口密度39.9人/平方公里（2009年）。ISTAT代码为021080。